# Lina Ron
Lina Ninette Ron Pereira la becerra (Anaco, Anzoátegui, Veneçuela, 23 de setembre de 1959; Caracas, 5 de març de 2011). Va ser una dirigent política fundadora i presidenta del partit polític Unitat Popular Veneçolana que donava suport les polítiques del President Hugo Chávez.

## Vida
Lina Ron va ser la quarta filla del matrimoni del dirigent polític Manuel Ron Chira i de la docent Herminia Pereira de Ron. En ser arrestat el seu pare a causa d'un homicidi, va ser criada per la seua mare igual que els seus sis germans i vuit cosins. Als 27 anys es va traslladar a Caracas i va treballar en un centre comercial. Es va convertir en dirigent estudiantil d'esquerres, destacant el seu paper com a dirigent en el Comitè de Lluites Populars (CLP), on va realitzar protestes ciutadanes en favor dels estudiants, els venedors informals i els invasores.
Al febrer de 1999, quan Hugo Chávez va entrar a la presidència, Ron li va donar suport i va participar en nombroses marxes chavistes. Es va donar a conèixer especialment per un acte enfront de l'ambaixada dels Estats Units a Caracas arran dels fets de l'11 de setembre de 2001. Segons les seues paraules, "la meta consisteix a lluitar a favor dels més desposseïts perquè no siguen víctimes eternes d'algunes personalitats representants de l'oligarquia i l'imperialisme a Veneçuela", del que ella va anomenar la Societat Sambil (en referència a un centre comercial de Caracas) i l'oligarquia criolla. També va mantenir diferències amb alguns dels corrents existents entre els sectors chavistes i on Ron va representar els moviments populars.
Ron va dirigir el Centre Cultural Cristóbal Altuve, que duu el nom de qui fou el seu segon espòs, situat a l'antiga Plaza Andrés Eloy Blanc de Caracas. Va participar i va conduir programes de televisió alternatius (d'opinió, participatius i programes juvenils) i va seguir realitzant un activisme polític a favor del President Hugo Chávez i la Revolució Bolivariana.
Després d'una curta absència de la vida pública, Lina Ron va tornar a assumir protagonisme mediàtic el 2008 quan va participar en la presa de la seu del Palau Arquebisbal de Caracas; amb ajuda dels seus seguidors, Ron va desallotjar a tots els treballadors del lloc, i va fer públic un comunicat en el qual va cridar a la reflexió i va exhortar als jerarques de l'església catòlica que deposaren la seua actitud davant el procés que es vivia al país. Un acte semblant va fer en contra del canal de notícies Globovisión, al qual va instar a deposar la seua parcialitat en favor dels interessos nord-americans, argumentant que anava en contra del President de la República i de la nació. Per aqueix motiu va estar detinguda des del 6 d'agost de 2009 a la seu de la Direcció d'Intel·ligència Militar, a Caracas. Va ser posada en llibertat dos mesos després, el 14 d'octubre.
El President de Veneçuela, Hugo Chávez, va arribar a qualificar-la d'«incontrolable» per la seua conducta violenta i exagerada, i li va cridar l'atenció de forma pública en diferents oportunitats. En una de les seues últimes referències, el president Chávez va dir d'ella que era «una bona dona, però (...) tendeix a l'anarquia». L'any 2009, es va publicar el llibre La incontrolable, en la qual va relatar les seues vivències al periodista Douglas Bolívar.
Va morir el matí del 5 de març de 2011. Els forenses van informar que la causa va ser un infart del miocardi, producte d'una malaltia coronària que venia patint des de feia temps. Ron va arribar sense signes vitals a la Clínica La Arboleda de la ciutat de Caracas.